# 2016 في إيران
فيما يلي قوائم الأحداث التي وقعت خلال عام 2016 في إيران.

## أحداث
- 25 نوفمبر – حادثة تصادم القطارين سمنان ودامغان
- 2 يناير – هجوم عام 2016 على البعثات الدبلوماسية السعودية في إيران

## سياسة

### انتهاء فترة المنصب
- 27 مايو – غلام علي حداد عادل عضو مجلس الشورى الإسلامي.

## أفلام
من الأفلام التي صدرت هذه السنة في إيران:
- 1 يناير – البائع من إخراج أصغر فرهادي.
- 11 فبراير – بودي جارد من إخراج إبراهيم حاتمي كيا.

## وفيات

### يناير
- 1 يناير – كيانا النيسابورية (مواليد 2009)
- 7 يناير – أشرف بهلوي (مواليد 1919)[1]
- 18 يناير – رضا أحدي (مواليد 1962) لاعب كرة قدم إيراني.
- 22 يناير – همايون بهزادي (مواليد 1942) لاعب كرة قدم إيراني.
- 30 يناير – محمد سليمي (مواليد 1937) محمد سلیمی.

### فبراير
- 27 فبراير – فرج الله سلحشور (مواليد 1952) مخرج أفلام إيراني.

### مارس
- 4 مارس – عباس واعظ طبسي (مواليد 1935)

### أبريل
- 19 أبريل – مهرداد أولادي (مواليد 1985) لاعب كرة قدم إيراني.

### مايو
- 22 يناير – همايون بهزادي (مواليد 1942) لاعب كرة قدم إيراني.

### يوليو
- 4 يوليو – عباس كيارستمي (مواليد 1940)[2]

### أغسطس
- 3 أغسطس – شهرام أميري (مواليد 1977) عالم نووي إيراني.[3]
- 26 أغسطس – داوود رشيدي (مواليد 1933) ممثل إيراني.

### سبتمبر
- 12 سبتمبر – علي جوان (مواليد 1926)[4]
- 17 سبتمبر – بهمن غولبارنجاد (مواليد 1968)[5]
- 27 سبتمبر – جمشيد آموزغار (مواليد 1923) سياسي إيراني.

### أكتوبر
- 26 أكتوبر – تقي الطباطبائي القمي (مواليد 1923)

### نوفمبر
- 4 نوفمبر – منصور بورحيدري (مواليد 1945) لاعب كرة قدم إيراني.
- 23 نوفمبر – عبد الكريم الموسوي الأردبيلي (مواليد 1926) سياسي إيراني.[6]

### ديسمبر
- 18 ديسمبر – محمد واعظ زاده الخراساني (مواليد 1925) موظف ديني إيراني.
- 28 ديسمبر – دنيا فني زاده (مواليد 1967) محركة دمى إيرانية.